# Giuliano Simeone
Giuliano Simeone Baldini (* 18. Dezember 2002 in Rom) ist ein argentinisch-spanischer Fußballspieler. Der Stürmer steht bei Atlético Madrid in der Primera División unter Vertrag.

## Karriere
Giuliano Simeone wurde als Sohn des Fußballspielers Diego Simeone in Rom geboren, als dieser dort bei Lazio Rom unter Vertrag stand. Als Simeone vier Jahre alt war, zog er mit seiner Familie zurück nach Argentinien. Dort begann er bei River Plate in Buenos Aires mit dem Fußballspielen. Im September 2019 wechselte er nach Spanien zu Atlético Madrid, wo sein Vater inzwischen Trainer der ersten Mannschaft war. In Madrid durchlief er die weiteren Jugendmannschaften. Ab Januar 2021 wurde Simeone auch in der zweiten Mannschaft von Atlético Madrid, die in der viertklassigen Segunda División B spielte, eingesetzt. Er debütierte am 17. Januar 2021 beim 1:1-Unentschieden gegen den UD Poblense, bei dem er auch gleich sein erstes Tor für die Mannschaft erzielte. Daraufhin gehörte er in der Rückrunde der Saison 2020/21 fest zum Kader der zweiten Mannschaft und kam auf 15 Einsätze, in denen er drei Tore erzielte. Am Ende der Saison stieg Simeone mit der Mannschaft in die neu gegründete, fünftklassige Tercera División RFEF ab.
Die Saisonvorbereitung zur Saison 2021/22 verbrachte er mit der ersten Mannschaft, ab der Saison 2021/22 stand er auch gelegentlich im Kader der ersten Mannschaft in der Primera División. Daneben kam er noch regelmäßig in der zweiten Mannschaft zum Einsatz und entwickelte sich dort zum Stammspieler und regelmäßigen Torschützen. Am 20. April 2022 gab Simeone sein Debüt in der Primera División, als er beim 0:0-Unentschieden gegen den FC Granada in der Nachspielzeit für Marcos Llorente eingewechselt wurde.
Vor Beginn der Saison 2022/23 wechselte Simeone zu Real Saragossa in der Segunda División, um dort Spielpraxis zu sammeln. Er debütierte am 13. August 2022 beim 0:0-Unentschieden gegen UD Las Palmas und etablierte sich schnell als Stammspieler. Am 4. September 2022 erzielte er bei der 1:2-Niederlage gegen den CD Lugo sein erstes Tor in der Liga. Eine Woche später erzielte er beim 2:1-Sieg gegen Ponferradina beide Tore seiner Mannschaft. Bei der 0:1-Niederlage gegen Racing Santander am 12. Oktober 2022 sah Simeone kurz vor der Halbzeit die gelb-rote Karte, sodass er ein Spiel gesperrt verpasste. Nach Ablauf seiner Sperre kehrte er in die Stammformation zurück. Während der Leihe absolvierte er 37 Pflichtspiele und erzielte dabei 9 Tore.
Im Sommer 2023 folgte die Leihe zu Deportivo Alavés. Anfang August 2023 verletzte sich Simeone im Freundschaftsspiel gegen den Burgos CF schwer am Schien- und Wadenbein und fiel in Folge der Verletzung mehrere Monate aus. Erstmals in einem Pflichtspiel für Deportivo Alavés spielte er erst Anfang Januar 2024 bei dem 2:2-Unentschieden in der Liga gegen Real Sociedad San Sebastián.

### Nationalmannschaft
Simeone debütierte im Juni 2024 in der argentinischen U23-Nationalmannschaft und nahm im darauf folgenden Monat an den Olympischen Spielen in Paris teil. Er kam in allen vier Spielen zum Einsatz und scheiterte im Viertelfinale an Frankreich. 
Im November 2024 wurde er von Lionel Scaloni erstmals in der Argentinischen Fußballnationalmannschaft eingesetzt. Er wurde im WM-Qualifikationsspiel gegen Peru in der 81. Minute eingewechselt. Sein erstes Tor gelang ihm in seinem dritten Einsatz im März 2025 gegen Brasilien.

## Persönliches
Giuliano Simeone ist der Sohn des ehemaligen argentinischen Fußballspielers und heutigen -trainers Diego Simeone, von dem er auch bei Atlético Madrid trainiert wird. Seine Brüder Giovanni und Gianluca sind ebenfalls Fußballspieler.